# City of Greater Bendigo

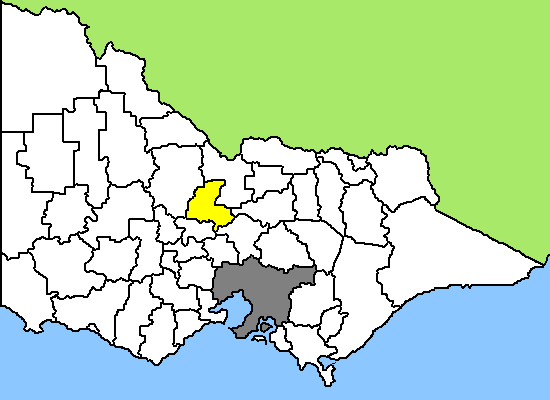
City of Ballarat (na żółto) na mapie stanu Wiktoria

City of Greater Bendigo – obszar samorządu lokalnego (ang. local government area) położony w środkowej części australijskiego stanu Wiktoria. Samorząd powstał w wyniku stanowej reformy samorządowej z 1994 roku, z połączenia następujących jednostek: City of Bendigo, Borough of Eaglehawk i hrabstw Strathfieldsaye, Huntly, Marong i McIvor.
Powierzchnia samorządu wynosi 3048 km² i liczy 102373 mieszkańców (2009).
Ośrodkiem administracyjnym jest miasto Bendigo. Ponadto w mieście ma swoją siedzibę Diecezja Sandhurst. Samorząd dzieli się na dziewięć okręgów: Eaglehawk, Eppalock, Epsom, Flora Hill, Golden Square, Kangaroo Flat, North West Plains, Sandhurst i Strathfieldsaye. Władzę ustawodawczą sprawuje dziewięcioosobowa rada, która jest reprezentowana przez dziewięciu przedstawicieli z każdego okręgu.
W celu identyfikacji samorządu Australian Bureau of Statistics wprowadziło czterocyfrowy kod dla City of Greater Bendigo – 2620. Dodatkowo obszar podzielony jest na siedem lokalnych obszarów statystycznych (ang. statistical local area).